# Hoplit
Hoplit je bio pješak u staroj Grčkoj iz 7. do 4. stoljeća pr. Kr. čije je glavno oružje bilo koplje dory, a pomoćno, u slučaju da se koplje slomi ili ispadne, kratki mač ksifos. Nosili su brončani prsni oklop linothorax težak oko 30 kg, kacigu i drveni štit aspis. Bio je u sastavu falange. Hopliti su predstavljali jezgru vojske, ali je njihov značaj postupno opao zbog konjice. Uz hoplite postojala je i laka pješadija zvana peltasti, poznata po štitu u obliku polumjeseca i kopljima za bacanje.
Pošto hoplitima nije država davala opremu morali su donijeti svoju, pa je sukladno tome većina hoplita bila iz srednje klase, slično vojsci Rimske republike. Siromašniji bi uglavnom imali samo oružje, štit i možda kacigu, dok su si bogatiji vojnici mogli priuštiti štitnike za noge i ruke.
Hopliti su se držali u pravilnim redovima, pokrivali jedan drugoga i strogo se držeći naredbi zapovjednika, činili snažnu udarnu i obrambenu silu. Hoplitsku je taktiku dovela do savršenstva spartanska vojna aristokracija.

## Oprema
Koristili su tzv. korintske kacige, koje su danas jedne od najprepoznatljivijih kaciga, iako su druge bile u upotrebi, poput halkidske koja joj je nalikovala, ali praktički bez štitnika za nos i sa smanjenim bočnim dijelovima te kasnije kacige pilos, koja je izgledala poput stožastog šešira. Kaciga je često imala perjanicu od konjske dlake i/ili nadodane brončane konjske uši. Aspis je bio od drveta i nekada ukrašen, nekad ne, ovisno o razdoblju. Najpoznatiji ukras aspisa je Spartanska lambda (Λ) koja je bila za Lakedemon. Atenjani su često koristili znak ćuka, dok su Tebanci imali sliku sfinge ili Heraklovu toljagu. Zanimljiva inovacija kod aspisa je bio kožnati remen u središtu koji bi ga učvrstio za podlakticu i tako olakšao držanje. Aspis je bio velik otprilije 90 cm, a težio 7 kg, nošenje je bilo lakše jer se aspis mogao osloniti gornjim dijelom o hoplitovo rame.
Hoplitska koplja dory se nisu bacala te su na vrhu imale šiljak zvan sauroter (ubojica guštera) koji je koristio da se koplje učvrsti u zemlju. Povjesničari nisu sigurni da li su hopliti dory držali podignutim iznad ili ispod razine ramena, ili vjerojatno oboje.